# Englewood, Ohio
Englewood är en stad och förort till Dayton i Montgomery County i Ohio. Vid 2020 års folkräkning hade Englewood 13 463 invånare.